# Paso de Mamisón
El Paso de Mamisón (en ruso: Мамисонский перевал; en georgiano: მამისონის უღელტეხილი; en osetio: Мамысоны æфцæг) es un paso de 2911 metros de altitud que cruza las montañas del Cáucaso en la zona del Gran Cáucaso.

## Geografía
El paso hace frontera entre Georgia y Rusia desde el valle del río Ardón en el valle del río Rioni. 
Por este paso discurre el histórico Camino Militar Osetio, que unía la ciudad georgiana de Kutaisi con Ardón, en las cercanías de Vladikavkaz, en Rusia.

## Historia
Durante la Segunda Guerra Mundial, el paso jugó un papel importante y en el período comprendido entre junio de 1942 y el 15 de agosto de 1942, parte de las fuerzas del 46.º Ejército desde el paso de Mamisón al paso Belorechenski.
Hasta el 10 de junio de 2009, los guardias fronterizos georgianos controlaban el paso desde Osetia del Sur. Después de su retirada, los guardias fronterizos rusos y de Osetia del Sur fueron introducidos en el valle del río Chanchaji, como resultado de lo cual todo el paso quedó bajo el control real de Osetia del Sur. Después de la restauración del puente Nikolaevsky, volado a principios de junio de 2009, apareció información de que Georgia tomó nuevamente el control del tramo de la carretera militar osetia a lo largo del río fronterizo Chanchaji. Se desconoce si controla completamente la orilla izquierda del río, donde comienza el territorio de Osetia del Sur.